# Барахтянська волость
Барахтянська волость — історична адміністративно-територіальна одиниця Васильківського повіту Київської губернії з центром у селі Барахти.
Станом на 1886 рік складалася з 12 поселень, 7 сільських громад. Населення — 9464 осіб (4429 чоловічої статі та 5035 — жіночої), 1340 дворових господарства.
|                     | Площа, десятин | У тому числі орної, дес. |
| ------------------- | -------------- | ------------------------ |
| Сільських громад    | 14972          | 8764                     |
| Приватної власності | 366            | 310                      |
| Іншої власності     | 263            | 169                      |
| Загалом             | 15601          | 9243                     |

Основні поселення волості:
- Барахти — колишнє державне село при річках Рудька та Червониха, 2315 осіб, 350 дворів, православна церква, школа, 3 постоялих будинків.
- Барахтянська Вільшанка (Перецька Дубина) — колишнє державне село, 3264 особи, 335 дворів, православна церква, школа, 7 постоялих будинків, лавка.
- Вільшанська Новосілка — колишнє державне село, 536 осіб, 122 двори.
- Погреби — колишнє державне село при річці Стугна, 644 особи, 109 дворів, православна церква, 2 постоялих будинки.
- Тростинка — колишнє державне село, 3168 осіб, 348 дворів, православна церква, 3 постоялих будинки.

Старшинами волості були:
- 1909—1910 року — Корній Федорович Семенець[2],[3];
- 1912—1913 роках — Йосип Родіонович Ковриженко[4],[5],[6].